# 台灣塊菌
台灣塊菌（学名：Tuber formosanum），又名台灣松露、台灣塊菇，是塊菌屬的一種。在南投縣東埔山約1300公尺處被發現與青剛櫟共生，並在1992年時被命名。